# Platanthera clavellata
Platanthera clavellata là một loài thực vật có hoa trong họ Lan. Loài này được (Michx.) Luer miêu tả khoa học đầu tiên năm 1972.

## Hình ảnh

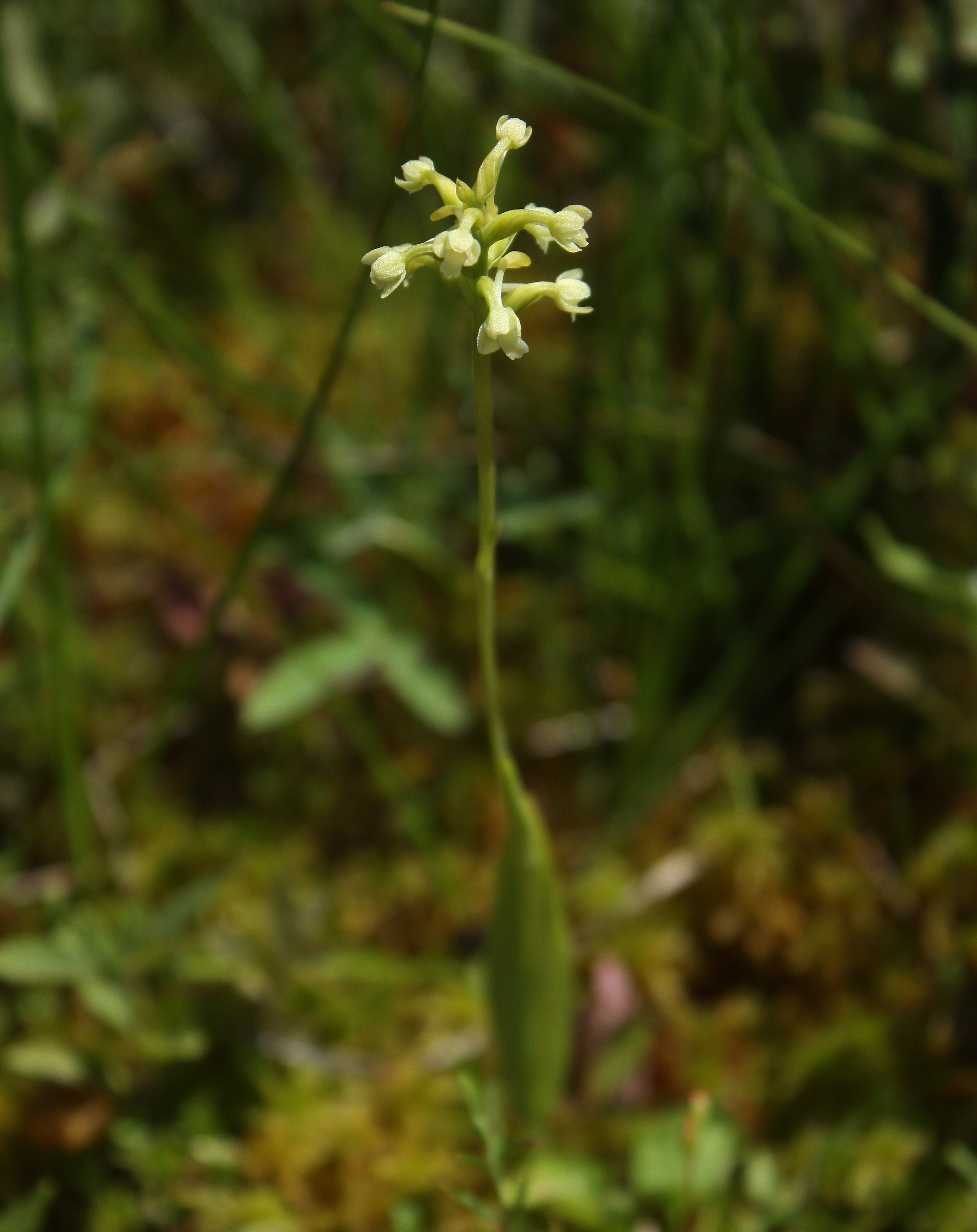